# Димитър Рачков
Димитър Минков Рачков е български актьор и телевизионен водещ. Добива популярност покрай работата си в предаванията Господари на ефира, Като две капки вода, Пълна лудница и др.

## Биография
Роден е на 18 септември 1972 г. в Бургас. Образование в ПГСАГ „Кольо Фичето“ в Бургас с паралелка геодезия.През 1995 г. завършва НАТФИЗ „Кръстьо Сарафов“ в класа на проф. Димитрина Гюрова и проф. Пламен Марков.  

### Театрална кариера
От 1996 до 1998 г. работи в Cливенския драматичен театър „Стефан Киров“. Работил е и във Варненския драматичен театър „Стоян Бъчваров“ и в Малък градски театър „Зад канала“.
От 1998 г. до 2009 г. е в трупата на Народния театър „Иван Вазов“.
От 2006 г. е част от театрална формация Мелпомена.

### Кариера в киното и телевизията
През 1999 г. прави своя филмов дебют в сериала „Големите игри“ за БНТ под режисурата на Иванка Гръбчева. Рачков е известен с филмовите роли, измежду които са Дочко Булгуров в „Патриархат“ на режисьора Дочо Боджаков през 2005 г., Лейтенант Николов в „Бунтът на L.“ на Киран Коларов през 2006 г., Иван Георгиев в „Пътят към Коста дел Маресме“ на режисьора Иван Ничев през 2014 г., Ангел Господинов в комедийния сериал „Полицаите от края на града“ на режисьорите Николай Илиев и Магърдич Халваджиян през 2018 г. и Киша в „Голата истина за група Жигули“ на режисьора Виктор Божинов през 2020 г.
Участва в новогодишните програми „Балканска кръчма“ и „Сребърни ята“ на режисьора Димитър Шарков.
До 2004 г. участва в комедийното музикално предаване „Клуб НЛО“ за Канал 1 на Българска национална телевизия.
От 2004 г. е част от Глобал Вижън. Там той е поканен да води предаването за телевизионни гафове „Господари на ефира“ по Нова телевизия, където често си партнира с Васил Василев-Зуека. Води телевизионното шоу „Като две капки вода“ както от самото му начало до 2020 г. със Зуека, така и от 2022 г. в партньорство с Герасим Георгиев - Геро. Водещ е и на първия сезон на „Маскираният певец“ през 2019 г.
Той участва също в предаването „Пълна лудница“ от 2009 г. до 2013 г., където се превъплъщава в Жоро Бекъма, Лоби Михайлов (Борислав Михайлов), Ники Пънчев (Ники Кънчев) и самия себе си (с псевдонима Пачков) в „Шоуто на Пачков“, както и герои от „Сакъз“ (пародия на турския сериал Перла) – Рачкур и Шмъркан, където си партнира с Мария Игнатова.
Участва два пъти епизодично в „Откраднат живот“ в трети и девети сезон, играещ бащата на Коко.
През 2021 г. е водещ на „Забраненото шоу на Рачков“ по NOVA, между 2022 и 2023 г. - на „С Рачков всичко е възможно“, а от 2024 г. - на „Пееш или лъжеш“.
През юни 2023 г. участва в новия българския трагикомичен сериал „Всичко за сина ми“ на режисьора Павел Веснаков, който се излъчва от 5 януари до 30 март 2025 г. по БНТ 1.

### Кариера на озвучаващ актьор
Между 2000 – 2001 г. е глас зад кадър в документалната поредица „Векът на България“ по БНТ, замествайки Руси Чанев. През 2003 г. озвучава главния персонаж Кенай в анимационния филм на Дисни – „Братът на мечката“, записан в „Доли Медия Студио“. Това е единствената му изява в дублажа.

## Личен живот
През 2006 г. се ражда синът му Димитър от връзката му с Христина Апостолова.
През февруари 2009 г. Димитър Рачков и неговата колежка Мария Игнатова обявяват, че двамата имат интимна връзка и живеят заедно, но се разделят през 2017 г. за известно време. През май 2018 г. двамата отново започват да се появяват заедно на публични места, а 3 месеца по-късно прекарват лятото заедно в Тоскана, Италия с приятели. През септември 2018 г. Димитър Рачков и Мария Игнатова се събират да водят „Господари на ефира“ след 7 години отсъствие като екранна двойка.
От средата на 2020 г. има връзка с манекенката Анита Димитрова. През месец март 2023 г. се разделя с Анита Димитрова.
От 2024г. има връзка с бившата адреналинка от "Господари на ефира" Виктория Кузманова.
Има по-малък брат Петър. 

## Филмография
| Година     | Филми и Сериали                                           | Серии | Копродукции        | Роля                            | Режисьор                          |
| ---------- | --------------------------------------------------------- | ----- | ------------------ | ------------------------------- | --------------------------------- |
| 1999       | Големите игри                                             | 10    |                    | Бизнесмена Колето (в 6-а серия) | Иванка Гръбчева                   |
| 2000       | Клиника на третия етаж                                    | 35    |                    | Ревнивият клиент в ресторанта   | Николай Акимов                    |
| 2000       | Разбойници-коледари                                       | 6     |                    | Тъпанът                         | Димитър Шарков                    |
| 2001       | Занаятът на оръжията                                      |       | Италия             |                                 | Ермано Олми                       |
| 2002       | Йоан XXII: Папата на мира (Papa Giovanni – Ioannes XXIII) |       | Италия             | Младият работник                | Джорджио Капитани                 |
| 2003       | Една калория нежност                                      | 2     |                    | Ухажор от магазина              | Иванка Гръбчева                   |
| 2005       | Морска сол                                                | 35    |                    | Жорж (в 9-а серия)              | Стефан Савов                      |
| 2005       | Патриархат                                                | 7     |                    | Дочко Булгуров                  | Дочо Боджаков                     |
| 2006       | Суфле д’аморе                                             |       |                    | Митака                          | Пламен Панев                      |
| 2006       | Бунтът на L.                                              |       |                    | Лейтенант Николов               | Киран Коларов                     |
| 2014       | Пътят към Коста дел Маресме                               |       | България Израел    | Иван Георгиев                   | Иван Ничев                        |
| 2016       | Христо                                                    |       |                    | Строителният предприемач        | Григор Лефтеров Тодор Мацанов     |
| 2017; 2020 | Откраднат живот                                           | 2     |                    | Бащата на Коко                  | различни                          |
| 2017       | Възвишение                                                |       | България Македония | 40-годишен мъж                  | Виктор Божинов                    |
| 2018       | Полицаите от края на града                                | 25    |                    | Ангел Господинов                | Николай Илиев Магърдич Халваджиян |
| 2019       | Засукан свят                                              |       |                    | Григоров                        | Мариус Куркински                  |
| 2021       | Голата истина за група Жигули                             |       |                    | Киша                            | Виктор Божинов                    |
| 2024       | Чалга                                                     |       |                    | себе си                         | Мариан Вълев                      |
| 2025       | Всичко за сина ми                                         | 12    |                    | Боян Кардарев                   | Павел Г. Веснаков                 |

## Театрални роли
| Роля               | Пиеса                                 | Автор                    |
| ------------------ | ------------------------------------- | ------------------------ |
| Подкальосин        | Женитба                               | Николай Гогол            |
| Попът              | Зидарите и попа                       | Петко Тодоров            |
| Вертер             | Страданията на младия Вертер          | Йохан Волфганг фон Гьоте |
| Рейн               | Бившата мис на малкия град            | Мартин Макдона           |
| Чушкаров           | Двубой                                | Иван Вазов               |
| Терзийски          | Службогонци                           | Иван Вазов               |
| Румънски келнер    | Хъшове                                | Иван Вазов               |
| Хорацио            | Хамлет                                | Уилям Шекспир            |
| Себастиан          | Бурята                                | Уилям Шекспир            |
| Поликсен           | Зимна приказка                        | Уилям Шекспир            |
| Шутът              | Дванайсета нощ                        | Уилям Шекспир            |
| Яго                | Отело                                 | Уилям Шекспир            |
| Мъжът              | Самолетът беглец                      | Камен Донев              |
| Франческо Чумавият | Декамерон или Кръв и страст по Бокачо | Александър Морфов        |
| Езра Чейтър        | Аркадия                               | Том Стопард              |
| Мортез             | Дядо Коледа е боклук                  | Жозиан Баласко           |
| Бригела            | Кралят елен                           | Карло Гоци               |
| Войник             | Макбет                                | Йожен Йонеско            |
| Фил                | Ръгби                                 | Джон Годбър              |

## Озвучаване
| Година      | Заглавие          | Персонаж       | Бележки                                                                           |
| ----------- | ----------------- | -------------- | --------------------------------------------------------------------------------- |
| 2000 – 2001 | Векът на България | глас зад кадър | документална поредица                                                             |
| 2003        | Братът на мечката | Кенай          | пълнометражен анимационен филм, записан с нахсинхронен дублаж в Доли Медия Студио |

## Награди и отличия
- 1999 г. – Носител на награда за мъжка роля от Театралните празници „Благоевград`99“ за Попът в „Зидарите и попа“
- 2000 г. – Награда „Аскеер“ за изгряваща звезда за Мъжът в „Самолетът беглец“.
- 2013 г. – Почетен гражданин на град Твърдица.[16]